# Mieczysław Szczuka

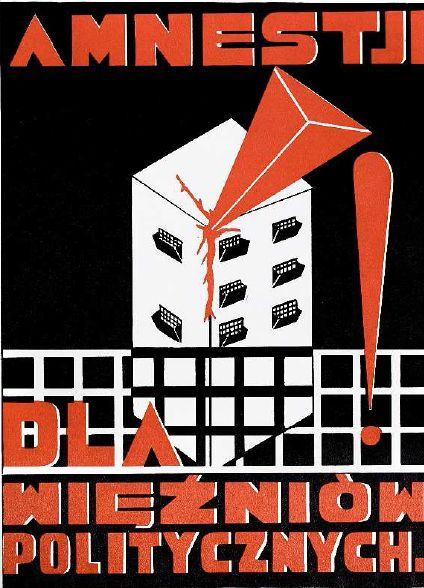
Mieczysław Szczuka, Amnestji dla więźniów politycznych, plakat, 1926

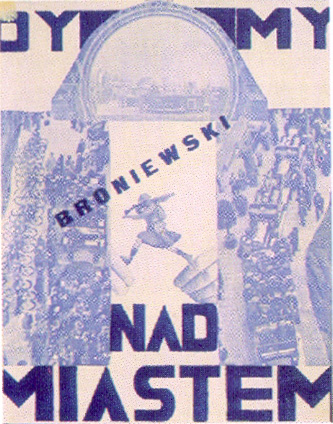
Projekt okładki zbioru poezji Władysława Broniewskiego

Mieczysław Szczuka (ur. 19 października 1898 w Warszawie, zm. 13 sierpnia 1927 w Tatrach) – awangardowy artysta plastyk, reprezentujący polski konstruktywizm i produktywizm. W latach 1923–1927 zajmował się taternictwem.

## Działalność artystyczna
W latach 1915/16–1919/20 uczył się w Szkole Sztuk Pięknych w Warszawie u Miłosza Kotarbińskiego. Miał lewicowe poglądy, które próbował łączyć z twórczością plastyczną. Był malarzem, grafikiem i rzeźbiarzem. Zajmował się fotomontażem, filmem abstrakcyjnym, inscenizacją teatralną, projektował ilustracje, okładki książek i czasopism, plakaty. Eksperymentował w zakresie projektowania przemysłowego i użytkowego, form ruchomych i kompozycji przestrzennych. Głosił skrajny utylitaryzm, sztukę utożsamił z pracą produkcyjną. W 1924 był współzałożycielem grupy artystycznej i pisma „Blok”, w 1927 założył czasopismo „Dźwignia” (pierwszy numer ukazał się w marcu tego roku). Szczuka był jedynym redaktorem i wydawcą „Dźwigni”, której zaplecze stanowiła Komunistyczna Partia Polski. Zamieszczona w pierwszym numerze nota głosiła: Zadaniem „Dźwigni” jest skupienie tych pracowników kultury (literatów, plastyków itd.), którzy stoją na gruncie dążeń współczesnego proletariatu. [...] Najlepsza kontrolą celowości i skuteczności naszej pracy będzie ściśle trzymanie się bazy marksistowskiej. Do śmierci artysty w 1927 r. ukazały się cztery numery „Dźwigni”, a po jego śmierci redakcje czasopisma przejęła Teresa Żarnowerówna.

## Taternictwo
Szczuka chorował na gruźlicę i w 1923 w celach leczniczych wyjechał do Zakopanego. Tu zainteresował się turystyką górską, a następnie taternictwem, które uprawiał do śmierci. Dokonał wielu pierwszych przejść na najtrudniejszych ścianach tatrzańskich, m.in. latem Granią Wideł od Kieżmarskiego Szczytu do Łomnicy oraz zimą wschodnią ścianą na Niebieską Turnię. Wspinał się m.in. z Mieczysławem Świerzem, Marianem Sokołowskim i Janem Kazimierzem Dorawskim. Zginął na południowej ścianie Zamarłej Turni 13 sierpnia 1927 r. podczas trzynastej próby zdobycia tej bardzo trudnej ściany. Szczuka z powodzeniem przeszedł ją wcześniej i tego dnia chciał powtórzyć wyczyn w towarzystwie dwóch niedoświadczonych wspinaczy. Okoliczności jego śmierci nie zostały do końca wyjaśnione, prawdopodobnie, odpadając od ściany, przeciął linę asekuracyjną na ostrym występie skalnym. Pochowany na Nowym Cmentarzu przy ulicy Nowotarskiej w Zakopanem (kw. L1-1-6).

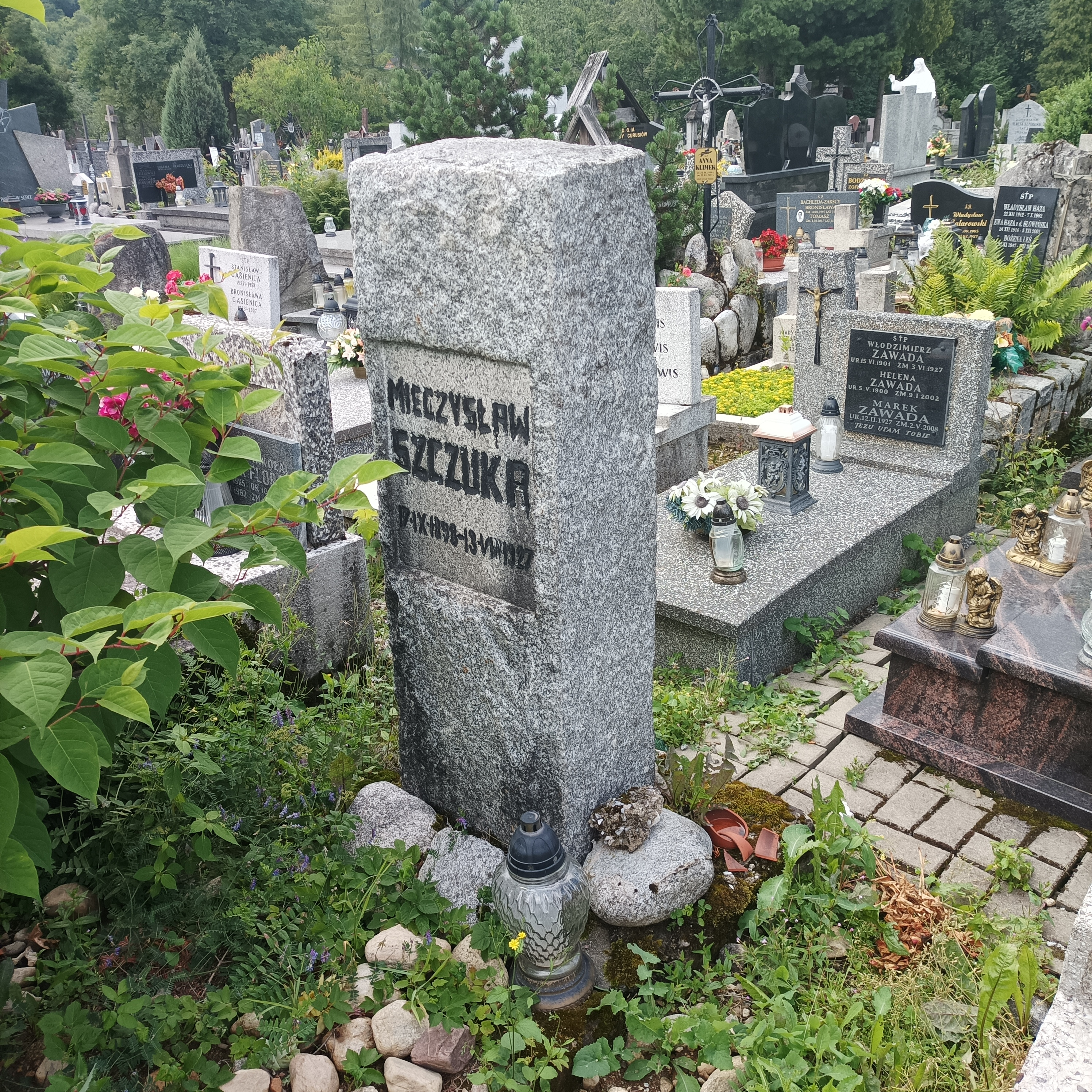
Grób Mieczysława Szczuki na Nowym Cmentarzu w Zakopanem